# Kilkenny
Kilkenny (forma anglicizzata) o Cill Chainnigh (in irlandese, lett. "chiesa di San Canizio") è una città della Repubblica d'Irlanda, county town della propria contea, situata sul fiume Nore nella parte sud-centrale dell'isola e della provincia del Leinster, l'unica città a non essere sulla costa.
Ha una popolazione, compresa l'area rurale, di 24.423 abitanti ed è famosa per le sue opere architettoniche, i suoi prodotti tipici e la movimentata vita notturna.

## Storia
L'evento storico più importante della città riguarda gli Statutes of Kilkenny del 1366, uno statuto contenente diciannove clausole che avrebbero dovuto ridurre notevolmente l'influsso celtico sulle popolazioni normanne occupanti, proibendo i matrimoni misti fra le due popolazioni e limitando l'uso della lingua e dei costumi irlandesi. Analisi storiografiche oggi ritengono che questa iniziativa normanna si sia ritorta contro con effetti molto negativi.
Kilkenny fu capitale della Confederazione irlandese prima di cadere in mano alle truppe di Oliver Cromwell.
Lo status di Kilkenny è piuttosto ambiguo: considerata ormai da tutti una città a tutti gli effetti, tuttavia politicamente non ha le autonomie che hanno le altre città d'Irlanda, ovvero di county borough, centri abitati amministrati in totale indipendenza dalla contea di appartenenza: 
pertanto, ha un proprio borough council, ovvero un consiglio e un sindaco come molte altre town per alcune materie, ma per le questioni principali viene amministrata dal consiglio della contea.
In epoca contemporanea le è stato comunque riconosciuto ufficialmente l'uso del titolo di city.

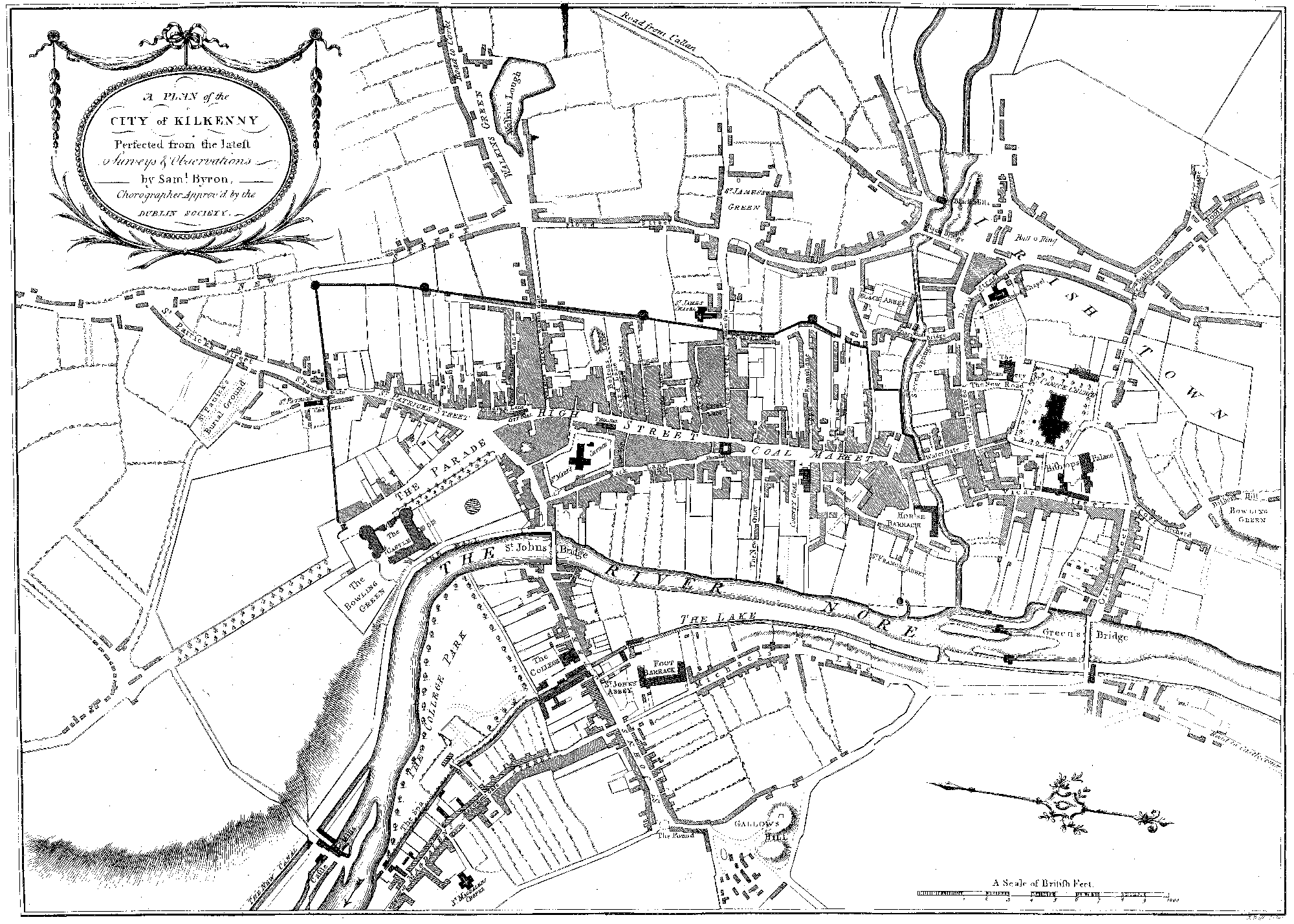
Kilkenny 1780

## Monumenti e luoghi d'interesse

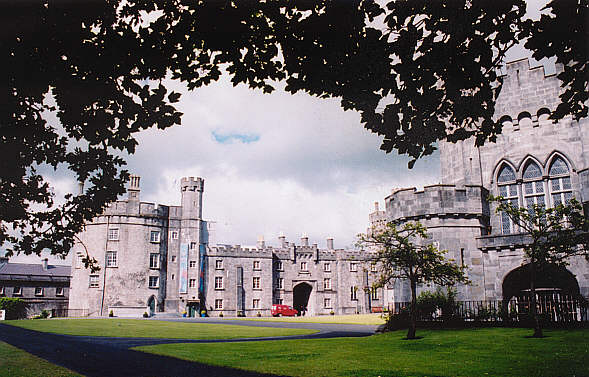
Il Kilkenny castle

Kilkenny è rinomata per molti suoi edifici medievali, che le hanno procurato il soprannome di marble city ("città di marmo"), anche se, a onor del vero, la pietra nera fossile che compone l'ossatura principale dei tanti palazzi in questione, è di roccia calcarea importata dalle zone vicine da secoli.
L'edificio principale che domina la città è senz'altro il Kilkenny castle, imponente maniero che fu antica dimora dei Butler (già FitzWalter), acquistato dal governo irlandese nel 1967 per la cifra irrisoria di 50 £ e oggi visitabile dai turisti: nei suoi interni c'è anche parte della National Art Gallery.
All'esterno del castello c'è un giardino ornamentale davanti all'entrata (la parte che dà sulla città), e una vasta tenuta nelle zone posteriori.
Degne di menzione la Cattedrale anglicana di Saint Canice, santo che dà il nome anche alla città (Cill Chainnigh significa "chiesa di Canizio"), e l'abbazia dominicana situata in Parliament Street (la Black Abbey).
Il Green's Bridge è un ponte che attraversa il fiume Nore nella Kilkenny, il costruito 1766.
Altri luoghi di interesse storico sono:
- Rothe House
- St Mary's Cathedral
- Black Abbey
- St John's Priory
- Tholsel
- Grace's Castle

## Economia

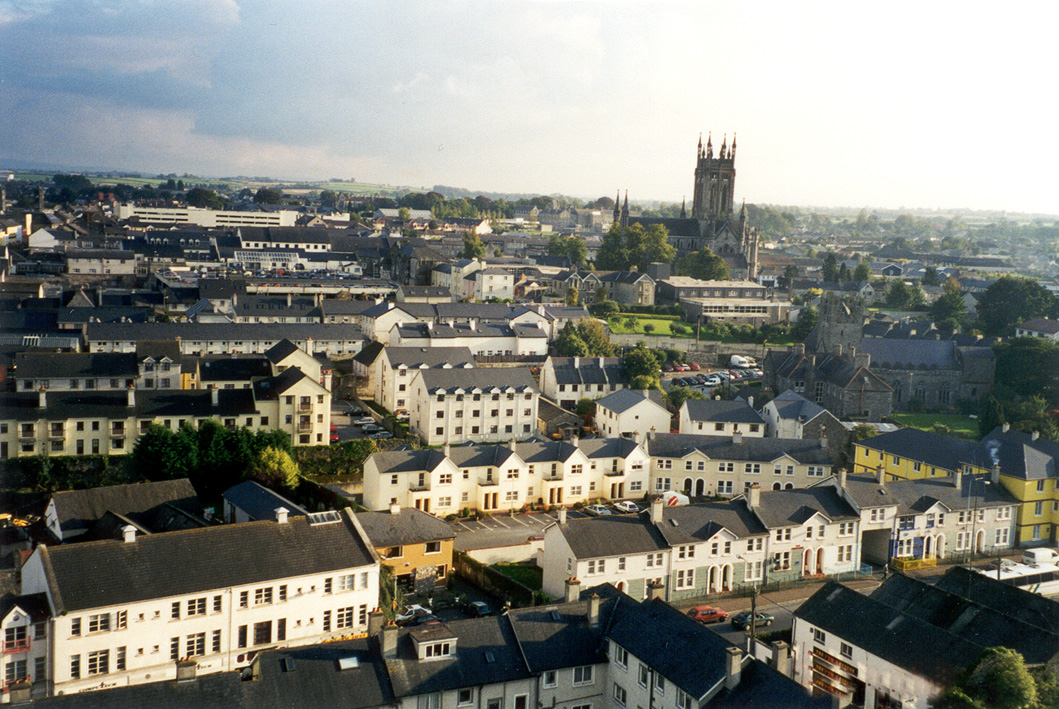
Panoramica di Kilkenny

La città di Kilkenny è associata alla birra rossa che porta il suo nome, anche se l'invenzione di tale birra risale a tempi molto recenti e fu introdotta principalmente per soddisfare i gusti dei turisti non abituati al gusto amaro della Guinness. La lunga tradizione di produzione della birra nacque con la St.Francis Abbey brewery dei signori Cole e Smithwick all'inizio del XVIII secolo. Dopo secoli di produzione tradizionale, la birreria fu acquistata negli anni 1960 dalla Guinness, e ora fa parte del gruppo Diageo, multinazionale degli alcolici nata dalla fusione della Guinness con la Metropolitan.
La Smithwick's Ale, la birra originaria e storica di Kilkenny, era prodotta soltanto in piccola percentuale nella birreria storica, di cui 80% del prodotto era di proprietà della Budweiser, birra che non fa parte della Diageo ma che viene prodotta con licenza.
La St. Francis Abbey Brewery, per decisione della Diageo, ha terminato ogni produzione nel 2013 e rimane un centro turistico visitabile correlato alla storia della birreria stessa.
Altra industria importante a Kilkenny è Glanbia, importante realtà del settore alimentare disseminata in gran parte della nazione ma con sede nella città, che opera anche in Inghilterra e Stati Uniti e che dà lavoro a più di 4.000 dipendenti.

### Turismo
Kilkenny è una delle più popolari destinazioni turistiche in Irlanda e per molti irlandesi è una meta da fine settimana, così come la vita notturna.

## Galleria d'immagini

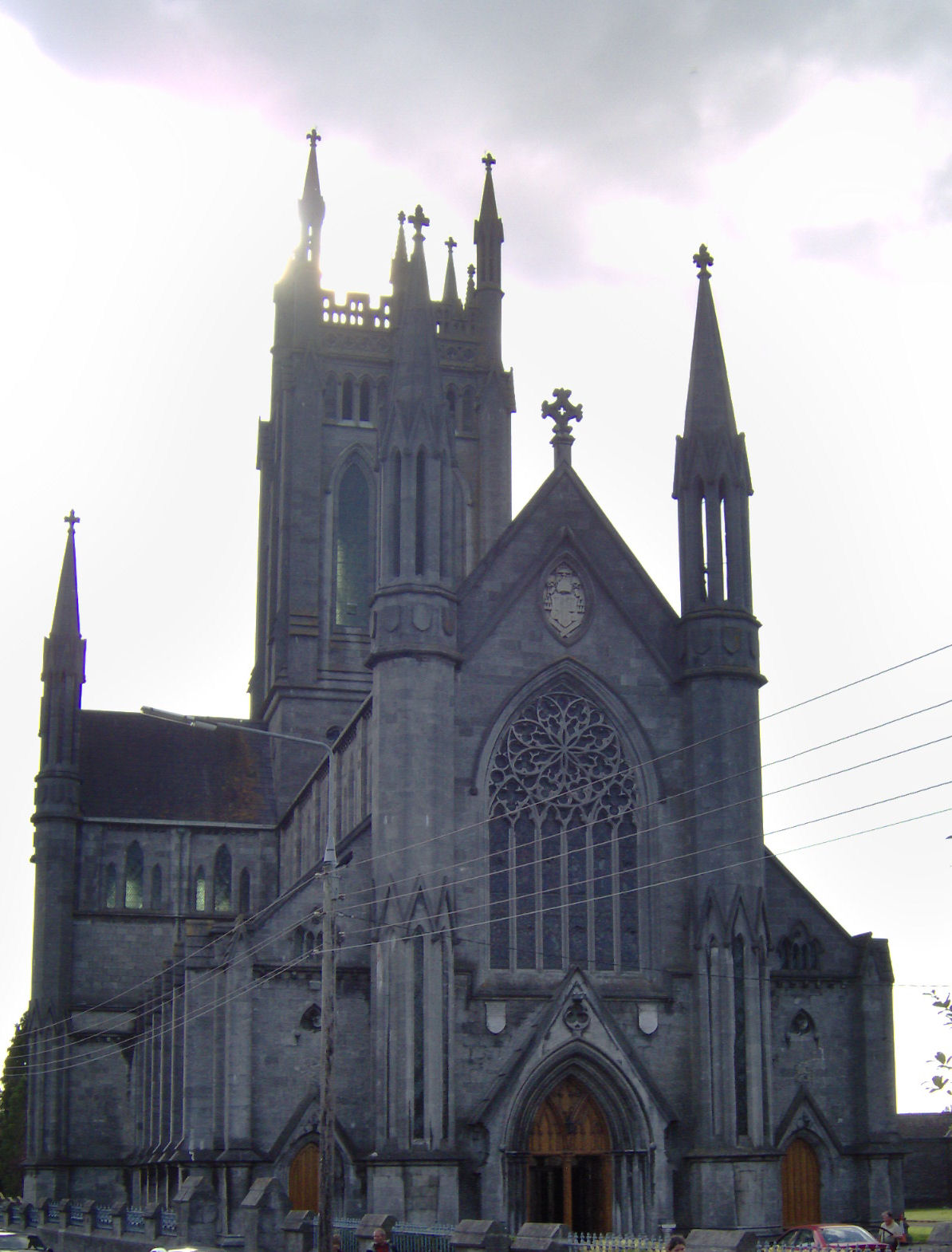
St Mary's Cathedral
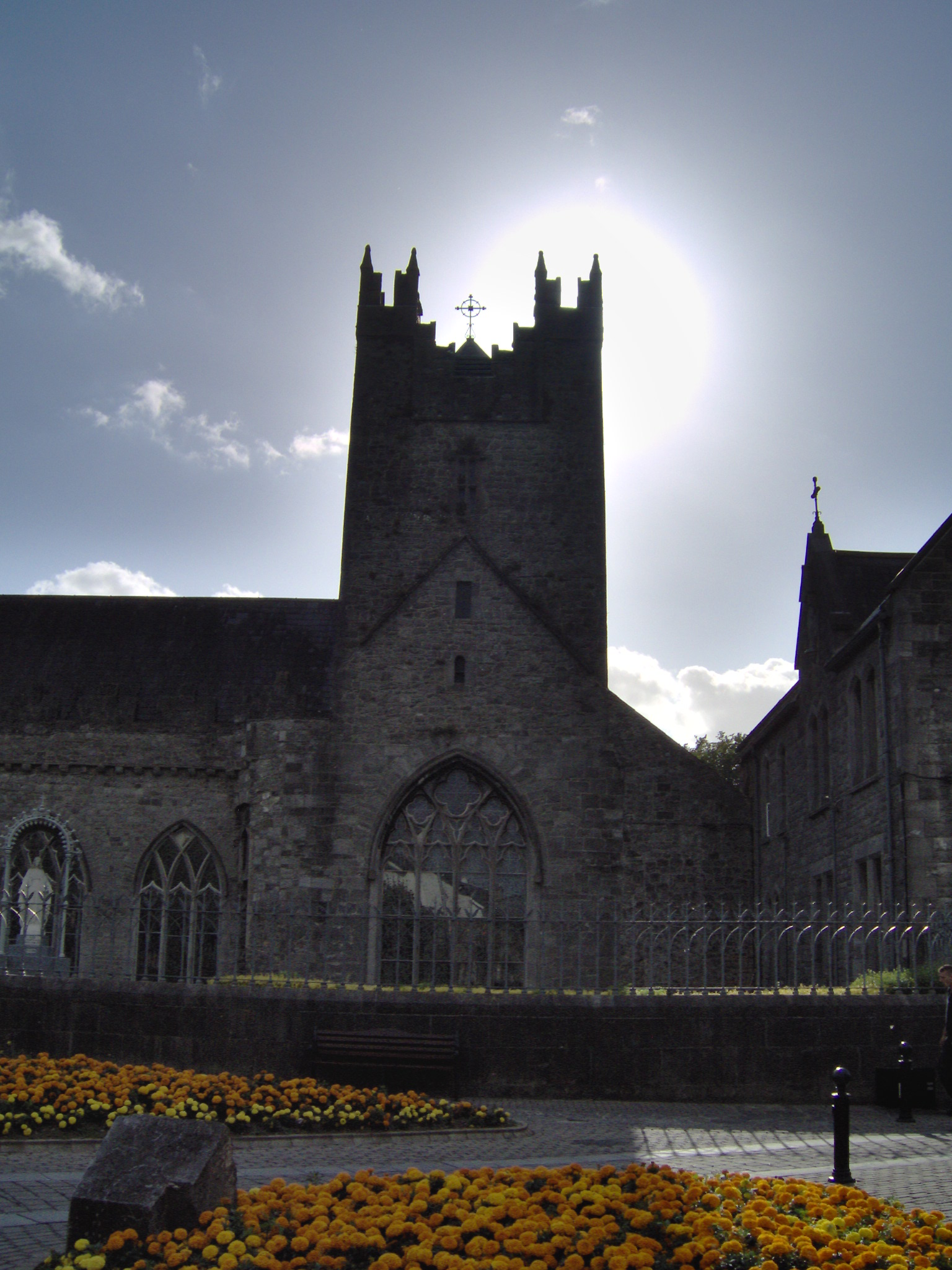
Black Abbey
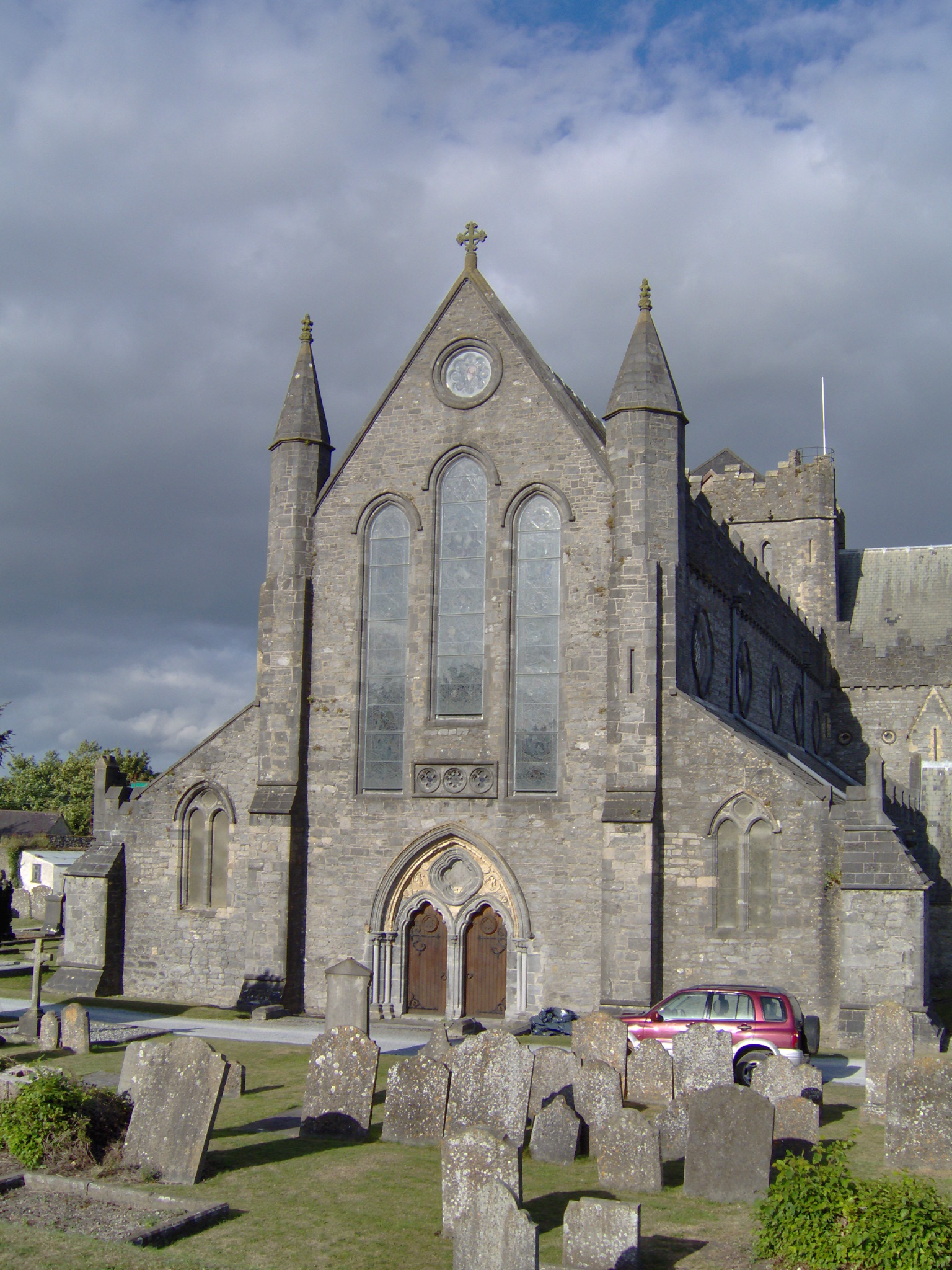
St Canice Cathedral
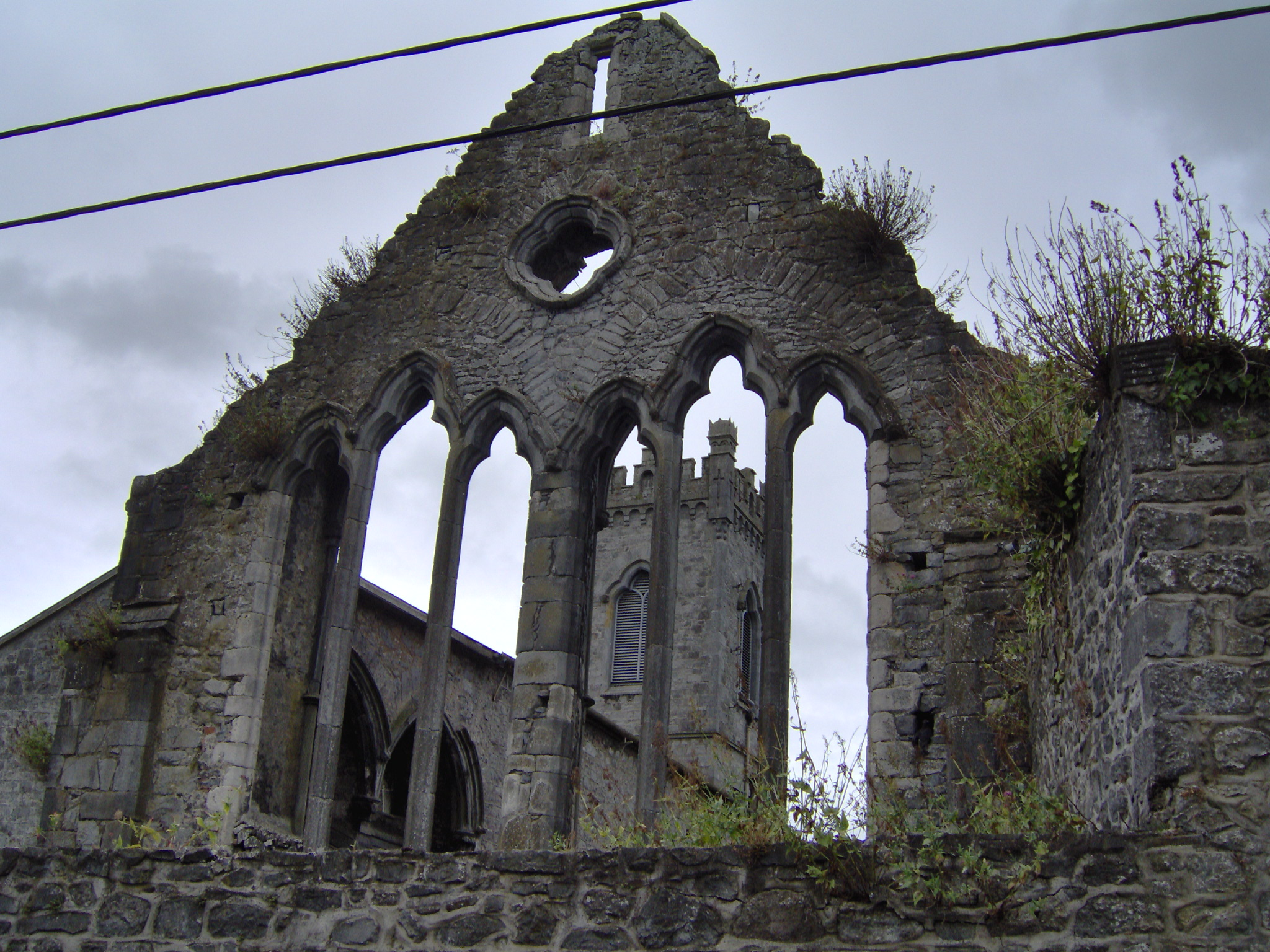
St John's Priory
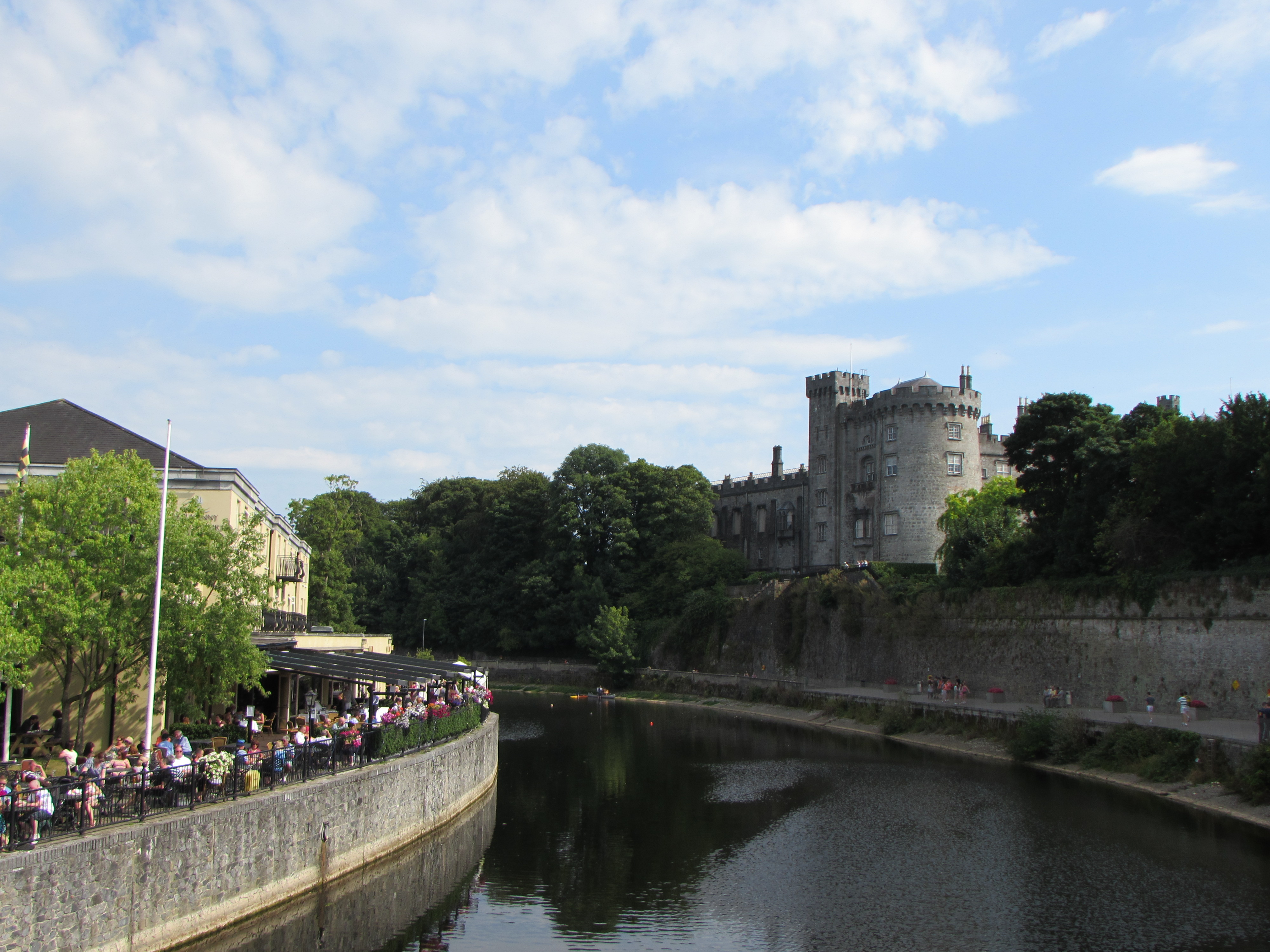
Veduta del Castello e del Lungofiume